# ヒーローたちの名勝負
ヒーローたちの名勝負（ -めいしょうぶ）は、2013年4月から2014年3月にかけて、NHK総合テレビジョンで土曜日22時台 に放送されたスポーツのドキュメンタリー番組である。

## 概要
スポーツにおいての様々な歴史に残る名勝負やスター選手の輝く姿を描きつつ、その名勝負が生まれた時代の背景を探りながら、現代人に「ヒーローたちからのメッセージ」を届けるスポーツドキュメンタリーで、前枠の「サタデースポーツ」（基本22:00 - 22:30）と合わせ、土曜日のスポーツ情報番組ゾーンを形成する。

## 放送内容

### パイロット版（先行放送）
2013年3月にNHK BS1にて放送された。
1. かばい手か?つき手か?　貴ノ花・伝説の一番
2. ミュンヘンの軌跡　男子バレー・金メダル
3. 巨人のV10を阻め! 中日優勝への道
4. ボクシング・輪島功一　奇跡の王座奪還
5. 6球の大逆転　阪神・バックスクリーン3連発
6. 無敗の王者を倒せ　柔道・至高の一戦（山下泰裕・斉藤仁）
7. 世界の扉を開いた日　アトランタ五輪サッカー最終予選
8. 初めて自分をほめたレース　アトランタ銅メダル・有森裕子

### レギュラー版
（☆）はBS1・パイロット版の再放送（30分）、特記無しは20分。
1. 三振かホームランか　江夏豊 vs 王貞治
2. ジョホールバルの舞台裏　日本サッカー歴史的勝利
3. 奇跡の逆転イーグル　青木功・米ツアー初優勝
4. かばい手か?つき手か?　貴ノ花・伝説の一番（☆）
5. 逆境からの金メダル　ロサンゼルスオリンピック・具志堅幸司
6. ハイセイコー　日本ダービーにかけた12週間
7. 14歳 ひと夏の金メダル　岩崎恭子のバルセロナオリンピック
8. “史上最高の戦い”10.8 中日VS巨人
9. 怪物江川を倒せ! 銚子商VS作新学院
10. 三つどもえのデッドヒート 瀬古vs.宗兄弟（宗猛・宗茂）
11. 天国と地獄の一日～10.19 近鉄・阿波野のダブルヘッダー
12. 「ヒーローたちの名勝負スペシャル」体操ニッポン復活の金メダル～アテネオリンピック男子団体（50分拡大版）
13. 伝説の走塁 0.9秒の方程式～西武対巨人
14. 奇跡の最終試技～重量挙げ兄弟メダル秘話
15. 大記録を止めた横綱の意地 大乃国×千代の富士
16. 初めて自分をほめたレース 有森裕子の銅メダル（☆=パイロット版の内容を20分版に再構成）
17. 炎のボクサー輪島・奇跡の王座奪還　（☆=パイロット版の「ボクシング・輪島功一　奇跡の王座奪還」を改題）
18. 若きイレブンの死闘 アトランタ五輪最終予選（☆=パイロット版の「世界の扉を開いた日」を改題）
19. 王座をかけたギャンブルスタート野村ヤクルト初優勝
20. 心つないだバトン400mリレー史上初のメダル
21. オグリキャップ復活のラストラン
22. 代打男北川・奇跡のホームラン
23. 魂をかけた真っ向勝負　ボクシング畑山VS坂本
24. 真のストッパーになった日～広島カープ大野豊
25. 川口が神話を作った夜　2004アジアカップPK戦
26. 残り1分からの大逆転　伊藤みどり五輪初のトリプルアクセル
27. 第四の男が引きよせた金 長野五輪ジャンプ団体
28. 無敗の王者を倒せ 柔道・山下×斉藤（☆=パイロット版の「無敗の王者を倒せ　柔道・至高の一戦」を改題）
29. 悲運のエース 涙のマウンド　斉藤和巳
30. ミュンヘンの奇跡 男子バレー・金メダル（☆）